# Ґрінґмут Володимир Андрійович
Володи́мир Андрі́йович Грі́нгмут (1851—1907) — російський журналіст, публіцист, педагог. У 1897—1907 pp. редагував монархічну газету «Московские ведомости», один із керівників чорносотенного «Союза русского народа».